# Тритон (мифология)
Трито́н (др.-греч. Τρίτων) — древнегреческий бог, вестник глубин, сын Посейдона и Амфитриты (у римлян сын Нептуна и Салации). Отец тритонов.
Во время потопа по приказу Посейдона он затрубил, и волны отступили. Нашёл раковину, выдолбил её и затрубил во время сражения с гигантами, те бежали.
Бог Тритонийского озера, которое находится сейчас в Ливии, сочетающий в своём облике черты человека, коня и рыбы. Его изображали с человеческой фигурой, вместо ног — хвосты дельфинов; близко к изображению Дагона.
Показал аргонавтам, как спустить корабль с мели и выйти из своего озера в открытое море; подарил им кусок земли, из которого впоследствии образовался остров Каллиста (Фера). В ответ получил от Ясона треножник, сидя на котором, пророчествовал. Либо Тритон — царь Ливии, которого посетили аргонавты, посвятившие ему медный треножник с надписью, который был у жителей Евгесперии.

## В астрономии
В честь Тритона назван крупнейший спутник  Нептуна. 